# Disney's Darkwing Duck
Disney's Darkwing Duck est un jeu d'action Plates-Formes en 2D tiré de la sérié télévisée Myster Mask créée par Disney. Le jeu fut développé et édité par Capcom sur Nintendo Entertainment System en 1992 et sur Game Boy en 1993. Il est distinct du jeu du même nom sorti en 1992 sur PC-Engine par Turbo Technologies, Inc..
Le 16 mars 2017, Capcom annonce la ressortie le 18 avril de plusieurs titres phares 8 bits de Disney Interactive des années 1990 sous le nom The Disney Afternoon Collection sur Xbox One, PlayStation 4 et PC dont Disney's Darkwing Duck, Disney's DuckTales, Disney's DuckTales 2, Disney's Chip'n Dale: Rescue Rangers, Disney's Chip'n Dale: Rescue Rangers 2 et Disney's TaleSpin,.

## Synopsis
Mister Mask (Darkwing duck), le héros, un canard masqué, doit sauver sa ville Bourg-Les-Canards (St Canard) de l'organisation criminelle F.O.W.L. Pour cela, il doit arrêter Bec d'Acier (Steelbeak) et 6 de ses acolytes qui sèment la terreur dans la ville,.

## Système de jeu
Le jeu est composé de 7 niveaux. Les 7 boss sont le Liquidator, Quackerjack, Wolfduck, Moliarty, Mega Volt, Bushroot, et Bec D'Acier. Mister Mask est armé d'un pistolet à gaz avec différentes munitions.
Le jeu est semblable à un Mega Man au niveau de la jouabilité avec sa possibilité de changer d'arme via un sous-écran. De plus, il n'existe aucun mot de passe permettant de revenir à un point avancé du jeu en cas de défaite. Cette absence fut particulièrement dénoncée par les critiques de l'époque, qui trouvaient la difficulté un peu trop élevée pour un jeune public.